# Citrullus ecirrhosus

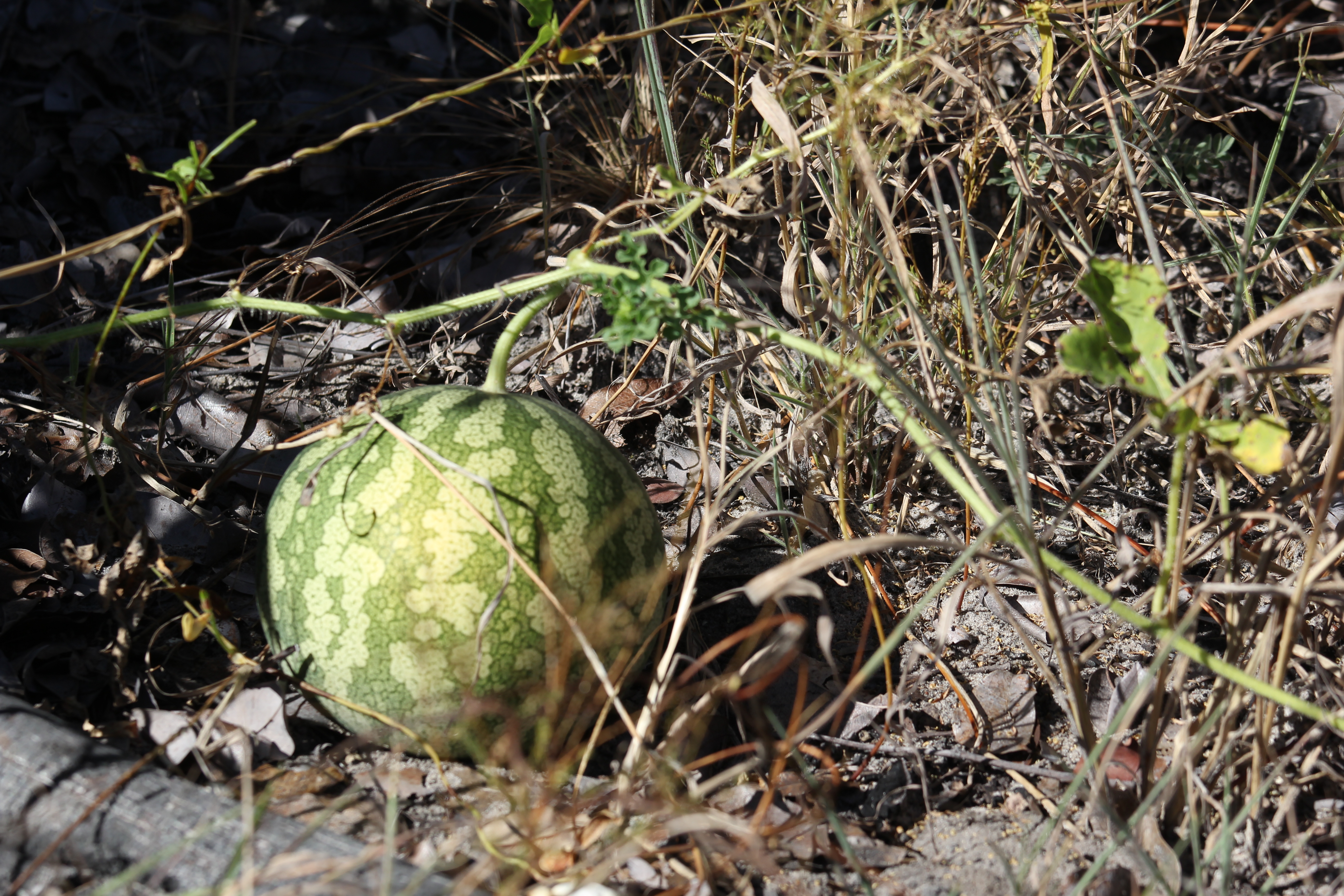
Fruto em estado selvagem.

O Citrullus ecirrhosus é uma espécie de melão selvagem da família Cucurbitaceae encontrada nos desertos de Kalahari e Namibe, na África austral.

## Etimologia
Popularmente, é descrito como melão-do-namibe ou melão-do-kalahari (às vezes, «melão-tsama» — palavra tsama ou tsamma é originária da língua khoisan e significa «melão»).

## Características
Os frutos selvagens podem atingir até 20 cm de diâmetro e pesar cerca de 1 kg quando em estado selvagem, tendo 94% de teor de água. Já os cultivados, podem tornar-se maiores e mais pesados. 
Sua pele é colorida da mesma forma que uma melancia tradicional (casca verde-escura rajada de manchas verde-claras), mas a carne tem cor branco-amarelada como um melão. Não particularmente saborosos, os frutos podem ser levemente doces ou mesmo amargos. É uma importante fonte de água para animais e pessoas das regiões áridas do no sul da África.
A planta é bem adaptada ao sol do deserto e a seu solo poroso e de fácil drenagem. Nutre-se da água encontrada no fundo do solo e do orvalho das névoas da manhã.

## Usos culinários
A polpa pode ser cozida em ensopados, as folhas podem ser cozidas como espinafre e as sementes — consideradas uma iguaria pelo povo San — podem ser secas ou torradas, comidas inteiras ou moídas em uma farinha, produzindo também um óleo com o qual se pode cozinhar.